# Sahr-i-Bahlol
Sahr-i-Bahlol is een ruïnestad, ongeveer 70 kilometer ten noordwesten van Pesjawar, Khyber-Pakhtunkhwa in Pakistan.
De stad ligt bezaaid met bedolven antiek, zoals standbeelden, munten, gebruiksvoorwerpen en sieraden. Sahr-i-Bahlol is gelegen op een heuvel en omringd door een stenen muur. De muur heeft op verschillende plaatsen beschadigingen, maar is nog relatief intact. Vervolgens wordt de muur omringd door vruchtbaar land, waar de lokale bevolking op landbouwbedrijven werkt.
In 1980 werd de stad, samen met de nabijgelegen boeddhistische ruïnes van Takht-i-Bahi, toegevoegd aan de Werelderfgoedlijst van UNESCO.
Fort Rohtas · Fort en Shalamar-tuinen in Lahore · Archeologische ruïnes van Mohenjodaro · Historische monumenten te Makli, Thatta · Taxila ·
Boeddhistische ruïnes van Takht-i-Bahi en aangrenzende stadsresten van Sahr-i-Bahlol